# Nitruro de zinc
El nitruro de zinc (Zn3N2) es un compuesto inorgánico de zinc y nitrógeno, generalmente obtenido como cristales de color gris (azul). Es un semiconductor. En forma pura, tiene la estructura anti- bixbyita.

## Propiedades químicas
El nitruro de zinc puede obtenerse descomponiendo térmicamente la zincamida (diamina de zinc) en un medio anaeróbico, a temperaturas superiores a 200 °C. El subproducto de la reacción es el amoníaco.
3Zn(NH2)2 → Zn3N2 + 4NH3
También se puede formar calentando zinc a 600 °C en una corriente de amoníaco; el subproducto es gas hidrógeno.
3Zn + 2NH3 → Zn3N2 + 3H2
La descomposición del nitruro de zinc en los elementos a la misma temperatura es una reacción competidora. A 700 °C se descompone el nitruro de zinc. También se ha fabricado produciendo una descarga eléctrica entre electrodos de zinc en una atmósfera de nitrógeno. Las películas finas se han producido por deposición química en fase vapor de bis(bis(trimetilsilil)amido]cinc con gas amoniaco sobre sílice o alúmina recubierta de ZnO a una temperatura de 275 a 410 °C.
La estructura cristalina es anti-isomorfa con óxido de manganeso (III)( bixbyita ). El calor de formación es c. 24 kilocalorías (100,5 kJ) por mol. Es un semiconductor con una banda prohibida reportada de c. 3,2 eV, sin embargo, una película delgada de nitruro de zinc preparada por electrólisis de una mezcla de sales fundidas que contenían Li3N con un electrodo de zinc mostró una banda prohibida de 1,01 eV.

El nitruro de zinc reacciona violentamente con el agua para formar amoníaco y óxido de zinc.
Zn3N2 + 3H2O → 3ZnO + 2NH3
El nitruro de zinc reacciona con el litio (producido en una célula electroquímica) por inserción. La reacción inicial es la conversión irreversible en LiZn en una matriz de beta-Li3N. A continuación, estos productos pueden convertirse reversible y electroquímicamente en LiZnN y Zn metálico.

## Otras lecturas
- Futsuhara, M.; Yoshioka, K.; Takai, O. (1998). «Structural, electrical and optical properties of zinc nitride thin films prepared by reactive RF magnetron sputtering». Thin Solid Films 322 (1): 274-281. Bibcode:1998TSF...322..274F. doi:10.1016/S0040-6090(97)00910-3.
- Lyutaya, M. D.; Bakuta, S. A. (1980). «Synthesis of the nitrides of Group II elements». Powder Metallurgy and Metal Ceramics 19 (2): 118-122. doi:10.1007/BF00792038.
- Wu, P.; Tiedje, T. (2016). «Molecular beam epitaxy growth and optical properties of single crystal Zn3N2 films». Semiconductor Science and Technology 31 (10): 1-4. Bibcode:2016SeScT..31jLT01W. doi:10.1088/0268-1242/31/10/10LT01.